# Brochiraja microspinifera
Brochiraja microspinifera е вид хрущялна риба от семейство Arhynchobatidae.

## Разпространение и местообитание
Видът е разпространен в Нова Зеландия (Северен остров).
Среща се на дълбочина от 600 до 1200 m.

## Описание
На дължина достигат до 32,5 cm.